# Evguénia Iejova
Pour les articles homonymes, voir Iejova.
Evguénia Iejova, ou Evgenia Solomonovna Khayoutina, épouse Iejov, née Feigenberg en 1904 à Gomel et morte le 21 novembre 1938 à Moscou, est une personnalité soviétique du monde de l'édition.
Dans les années 1930, elle est officiellement rédactrice en chef adjointe mais de facto rédactrice en chef de la revue L'URSS en construction (les rédacteurs en chef officiels de l'époque étaient Gueorgui Piatakov, Valeri Mejlaouk, Alexandre Kossarev). Elle est aussi l'hôtesse d'un salon littéraire  visité par des écrivains célèbres et des personnalités éminentes de la scène et du cinéma : Isaac Babel, Mikhaïl Cholokhov, Mikhaïl Koltsov, Sergueï Eisenstein, Léonid Outiossov et d'autres. Des représentants de la nomenclature soviétique sont fréquemment invités.
Elle est l'épouse de Nikolaï Iejov, ancien chef du NKVD. Avec l'aide de celui-ci, elle se suicide peu avant l'arrestation de son mari dans le cadre des purges staliniennes.

## Biographie
Née à Gomel, elle est la plus jeune enfant d'une grande famille de marchands. Son père est Solomon (Zalman) Leibovich Feigenberg  et sa mère Esfiri Mikhaïlovna  (Meilakhovna), née Krymskaya .
Elle est mariée une première fois  avec Lazar Khayoutine (1898-1948) avec qui elle s'installe en 1921 à Odessa. Elle travaille alors à la rédaction d'un magazine local. Durant cette période, elle rencontre les écrivains d'Odessa Valentin Kataïev, Iouri Olecha et Isaac Babel. Ils l'ont probablement aidée plus tard  à Moscou à trouver un emploi au journal Goudok.

## Moscou — Londres — Berlin — Moscou
Elle épouse en secondes noces l'ancien commandant « rouge » et rédacteur en chef de la maison d'édition « La vie économique » Alexandre Fedorovitch Gladoun, avec lequel elle s'installe à Moscou en 1924. En 1927, Gladoun est envoyé à Londres comme deuxième secrétaire de l'ambassade de l'URSS en Grande-Bretagne.
En 1926-1927, elle est à Londres puis, en raison du scandale d'espionnage Arcos (ru), Gladun est rappelé à Moscou et Evguénia envoyée à Berlin où on l'emploie comme dactylographe à la mission commerciale soviétique. Elle revient à Moscou fin 1928.

## Avec Iejov
En septembre 1929, à l'âge de vingt-cinq ans, elle rencontre Nikolaï Iejov dans un sanatorium départemental à Sotchi. Iejov est alors chef du personnel du Conseil suprême de l'économie nationale et chef du département de distribution du  Comité central du Parti communiste de l'Union soviétique. Il se marient en 1931. C'est dans leur appartement et leur datcha de Moscou que la commissaire du peuple Evguénia Solomonovna Iejova organise alors des soirées littéraires et musicales, auxquelles assistent des écrivains et des personnalités : Isaac Babel, Mikhaïl Cholokhov, Mikhaïl Koltsov, Sergueï Eisenstein, Léonid Outiossov, le rédacteur en chef du journal paysan (Крестьянская газета (ru)) Semyon Ouritsky  et d'autres. Des représentants de la nomenclature soviétique sont fréquemment invités,.
Pendant quelque temps, elle travaille pour le Journal des Paysans, puis, jusqu'en mai 1938, comme rédactrice du magazine L'URSS en construction. C'est à cette époque que remonte son idylle avec Mikhaïl Cholokhov. Les relations et les loisirs d'Evguénia Solomonovna ne passent pas inaperçus aux yeux de Staline qui fait part à deux reprises à Iejov de la nécessité de divorcer de sa femme. Staline s'inquiète de sa relation avec Grigori Arkus (1896-1936), vice-président du conseil d'administration de la Banque d'État de l'URSS, victime de la purge des « trotskystes ». Les dernières années, le mariage avec Iejov n'est que nominal.

« Le temps passe et Jejov commence à penser à la nécessité d'un divorce. Le 18 septembre 1938, il informa Evguénia de sa décision. Elle était complètement désorientée et le lendemain, elle demanda à Staline "aide et protection"... Staline ne répondit pas à la lettre. »

## Mort
En mai 1938, la santé mentale d'Evguénia Iejova s'est tellement dégradée qu'elle est contrainte de quitter son poste du magazine « L'URSS en construction ». Avec Zinaida Glikina, son amie, elle se rend en Crimée. Leurs vacances sont interrompues par un appel de Iejov qui leur ordonne de retourner d'urgence à leur datcha de Moscou. Le 29 octobre 1938, Evguénia est admise en sanatorium avec le diagnostic d'« état asthéno-dépressif » (cyclothymie). Il s'agit du sanatorium du Parc Vorovsky, ancien hôpital pour alcooliques reconverti pour les patients atteints de formes sévères de névrose dans le district de Voïkovski.
Cependant, ce ne sont pas ses relations avec son époux qui précipitent sa fin tragique. À l'automne 1938, de nombreuses personnes de son entourage sont arrêtées les unes après les autres, dont le 15 novembre 1938 deux de ses amies les plus proches - Zinaida Glikina (1901-25/01/1940),, employée de la Commission étrangère de l'Union des écrivains (référent aux États-Unis) et Zinaida Koriman (1899-25/01/1940), rédactrice technique dela revue « L'URSS en construction ». Evguénia elle-même, comme l'a dit plus tard Evdokia, la sœur de Iejov, a reçu une lettre anonyme l'accusant d' espionnage. Evguénia envoie un deuxième courrier à Staline, mais qui reste sans réponse. Elle écrit alors à son époux et en réponse, le 8 novembre 1938, elle reçoit des somnifères. Le 17 novembre, Evguénia Solomonovna prend une dose de somnifères, et deux jours plus tard, le 19, elle meurt sans reprendre conscience, des suites d'un empoisonnement au phénobarbital.

« Le rapport d'autopsie indique : Le cadavre d'une femme de 34 ans, de taille moyenne, de corpulence normale, bien nourrie... La mort a été causée par une intoxication luminale. »

 Elle a été enterrée au cimetière Donskoï à Moscou. Iejov n'est pas présent aux funérailles ; il est exécuté un an plus tard.

## Natalia
Les Iejov n'avaient pas d'enfants mais on adopté en 1933 une fillette de cinq mois, Natalia, issue d'un orphelinat . Après l'arrestation de son père, l'enfant de 6 ans est placée à l'orphelinat n°1 à Penza en 1939 et reçoit le nom de famille de sa mère, Khayutina, sous lequel elle vivra plus tard. Natalya Khayutina reste à Penza durant environ 19 ans. Après avoir obtenu son diplôme du Collège de musique de Penza en 1958, elle est affectée dans la région de Magadan, où elle vit jusqu'à l'effondrement de l'URSS dans le village d'Ola. Pendant les années de la Perestroïka, elle tente en vain d'obtenir la réhabilitation de son père adoptif . N.N. Khayutina est décédée en janvier 2016.

## Famille
Evguénia Feigenberg avait trois frères : Ilya Solomonovitch (Elias Zalmanovich, 1893-1940, exécuté), Isaac et Moiseï Zalmanovitch (Solomonovitch, 1890-1965), auteur d'ouvrages sur la comptabilité, dont la « Collection réglementation en vigueur et les ordonnances sur le travail de coopération des consommateurs ».
Son neveu était le psychiatre et psychophysiologiste Joseph Moiseïevitch Feigenberg (ru) (1922-2016), docteur en sciences médicales, professeur à l'Institut central des hautes études médicales.
Son cousin était Leo Meerovitch Feigenberg (1887-1961), avocat, marié à la fille de l'écrivain Cholem Aleikhem, Emma Solomonovna Rabinovitch (1889-1955) ; leurs enfants sont le metteur en scène et critique de théâtre danois Meir Feigenberg (1923-2006) et la psychiatre suédoise Loma (Sholom-Hertz) Feigenberg (1918-1988), auteur d'ouvrages scientifiques dans le domaine de la psycho-oncologie et de la thanatologie, professeur à l'Institut Karolinska,.
La nièce de son premier mari, Lazar Khayutina, est la critique d'art Victoria Borisovna Volpina (fille de Faïna Vladimirovna Khayoutina-Pisak et de Boris Yakovlevitch Pisak). En 1962-1972, Victoria Volpina épouse le mathématicien et militant des droits de l'homme Alexandre Sergueïevitch Iessenine-Volpine (ru).